# Плетнёв, Пётр Иванович
Пётр Ива́нович Плетнёв (1891—1956) — полный кавалер ордена Славы, наводчик миномёта 1-го Украинского фронта.

## Биография
Пётр Плетнёв родился 12 января 1891 года в семье крестьянина в Мокроусовской деревне, Селтинский район Удмуртии. По национальности — русский. Учился в сельской школе, но окончил только два класса. Сначала работал в отцовском хозяйстве, а затем в колхозе. В 1933—1935 годах служил в армии. После армии работал трактористом. 28 августа 1941 года был вторично призван в армию. С 1942 года служил на Карельском фронте; был воином 152-й стрелковой дивизии, в составе которого сражался в битве под Мурманском. В октябре — ноябре 1943 года, в ходе Днепрепетровской наступительной операции был наводчиком миномёта. В феврале 1944 года участвовал в Никопольско-Криворожской операции в составе 46-й армии. В мае этого же года в составе 28-й армии сражался на 1-м Белорусском фронте. Летом 1944 года в составе 152-й стрелковой дивизии участвовал в Минской и Люблин — Брестской операциях. Участвовал в Инстербургско — Кёнигсбергской операции в составе миномётного расчёта, в Хейльсбергской операции и т. д. В составе 1-го Украинского фронта участвовал в сражении за Берлин.
Умер 24 мая 1956 года.

## Награды
- За то, что уничтожил около 24 солдат противника в деревне Шевченко в 1943 году был награждён медалью «За отвагу».
- 30 июля 1944 года был награждён орденом Славы 3-й степени.
- 18 февраля 1945 года был награждён орденом Славы 2-й степени.
- 4 мая 1945 года был вторично награждён орденом Славы 2-й степени.
- 19 августа 1955 года был награждён орденом Славы 1-й степени.